# Prado Nuevo
Prado Nuevo es una finca en el municipio madrileño de El Escorial donde la supuesta vidente católica española, Luz Amparo Cuevas Arteseros, a partir de  junio de 1981 afirmó que se le había aparecido la Virgen de los Dolores.
A partir de ese momento se convirtió en centro de peregrinación mariana de fieles de toda España, Portugal y de diversos lugares de Hispanoamérica.[cita requerida]
Aunque ya en octubre de 1980 Luz Amparo Cuevas había tenido alguna experiencia extraña, el 14 de junio de 1981 dice haber visto a la Virgen de los Dolores sobre la copa de un fresno en la finca "Prado Nuevo". La Virgen le deja el siguiente mensaje: 

Soy la Virgen Dolorosa. Quiero que se construya en este lugar una capilla en honor a mi nombre; que se venga a meditar de cualquier parte del mundo la pasión de mi Hijo, que está muy olvidada. Si hacen lo que yo digo, el agua de esta fuente curará. Todo el que venga a rezar aquí diariamente el Santo Rosario será bendecido por mí. Muchos serán marcados con una cruz en la frente. Haced penitencia. Haced oración.

El 24 de junio de 1983, Amparo afirma que se le vuelve a aparecer la Virgen y le pide que "se funden casas de amor y misericordia para los pobres".
Según Amparo, la Virgen se aparece dando diferentes mensajes en varias ocasiones, así se aparece el 18 de septiembre de 1983, el 25 y el 31 de mayo de 1984. Según la propia Amparo llegó a ver la Virgen hasta en 376 ocasiones. En una de ellas, la Virgen  le pedía la construcción de una capilla en ese lugar e indicaba que una vez realizada el agua de la fuente cercana curaría. En 1994 se crea la "Fundación Pía Autónoma Virgen de los Dolores" y la "Asociación pública de fieles y Reparadores de Nuestra Señora la Virgen de los Dolores", que a lo largo de los años ha visto, cómo han surgido de entre ellos diversas vocaciones religiosas, con la ordenación de varios sacerdotes.
A comienzos de la década de los 90 del siglo XX, el entonces alcalde de El Escorial, el socialista Mariano Rodríguez, el cura párroco, Pablo Camacho Becerra, y el administrador de la finca Prado Nuevo, Tomás Leyún, intentan poner fin al movimiento llegando a cerrar, por parte del ayuntamiento, la finca. El 15 de septiembre de 1995 se reabre Prado Nuevo, al perder el PSOE la alcaldía. 
La Iglesia católica, si bien en un primer momento no se posicionó respecto a lo ocurrido, en 1985 afirmaba que no había constancia del carácter sobrenatural de las supuestas apariciones, pero en 1994 el arzobispo Ángel Suquía reconoció a la asociación. Por otra parte, en 2010 el arzobispo Rouco Varela permitió a sacerdotes y religiosos participar en los actos que se celebraban en la finca, y finalmente, en 2012, el mismo Rouco Varela autorizó la construcción de una capilla en Prado Nuevo, previa licencia provisional del ayuntamiento de El Escorial.
Posteriormente, el juzgado de lo contencioso administrativo número 23 de Madrid, a denuncia interpuesta por un colectivo denominado Escorial Laico, formado por, entre otros, IU, PSOE, elementos vinculados al Movimiento 15-M y a Podemos, Equo y otros, anuló el acuerdo del ayuntamiento de El Escorial por el que había concedido dicha licencia provisional, en sentencia de fecha 23 de febrero de 2016.
En octubre de 2017 el Tribunal Superior de Justicia de Madrid ratificó la ilegalidad de la estructura y en junio de 2019 el ayuntamiento de El Escorial aprobó la demolición de la capilla, la cual se hizo efectiva el 30 de enero de 2020.